# Métropolis

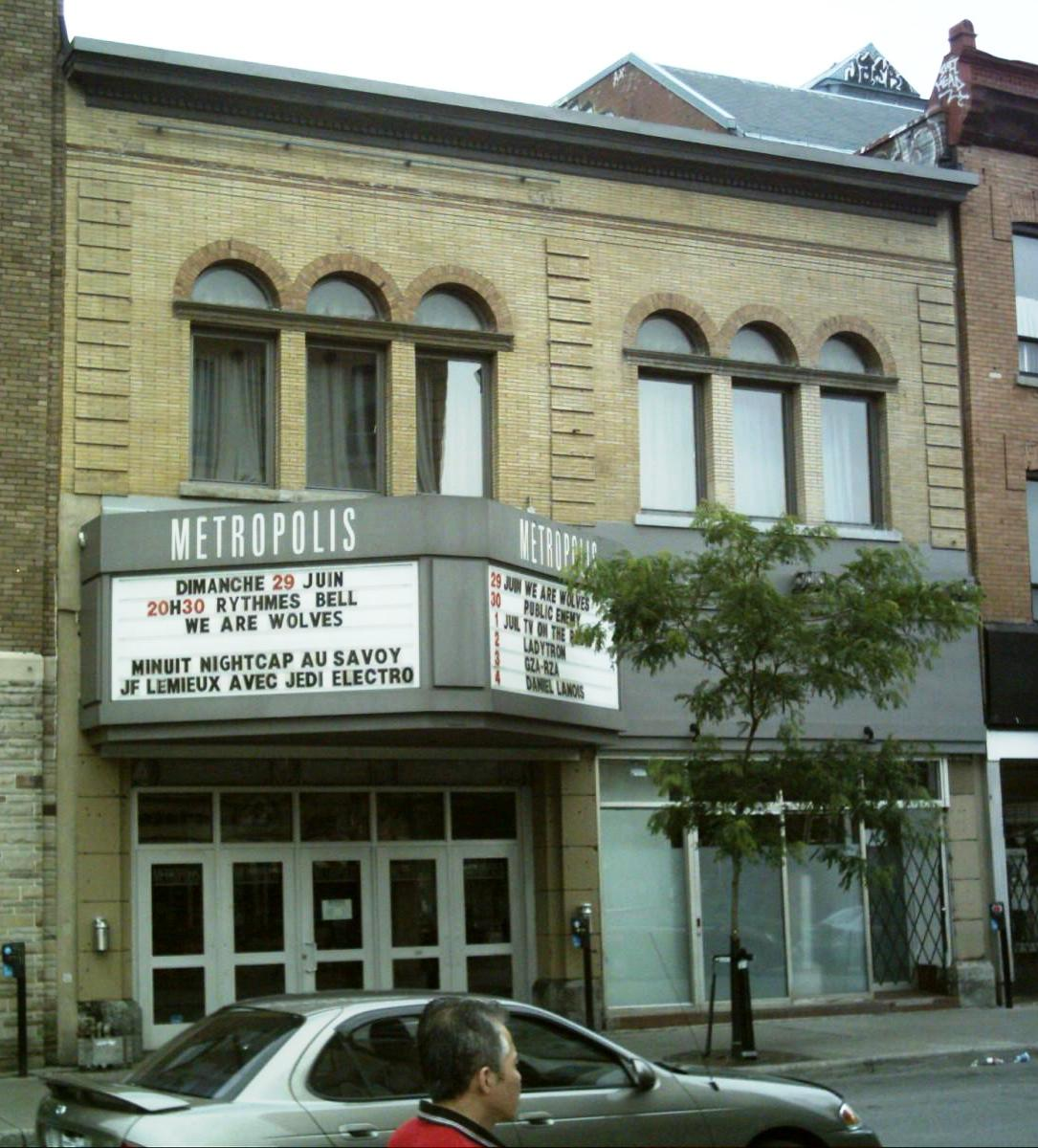
A Métropolis

A Métropolis é uma casa de espetáculos localizada na cidade de Montreal, no Canadá, que suporta 2.350 pessoas e é frequentemente usada para performances de bandas de rock and roll e heavy metal.